# Food Network (Italia)
Food Network è una rete televisiva italiana dedicata alla cucina e al factual entertainment edita da Warner Bros. Discovery Italia, divisione del gruppo Warner Bros. Discovery.

## Storia

### La nascita
Il canale è la versione italiana dell'omonimo canale lanciato da Scripps Networks Interactive (poi confluita totalmente in Discovery) nel 1993 negli Stati Uniti e che, ad oggi, è disponibile anche in Canada, Europa, Medio Oriente, Africa, Asia, America Latina e Caraibi.
Food Network ha preso il posto, dal 2 maggio 2017, del canale 33 sull’omonima LCN con un cartello che ne annunciava l’arrivo, sostituito due giorni dopo da alcuni promo in loop fino all'8 maggio, data in cui hanno avuto inizio ufficialmente le trasmissioni, per l’esattezza alle ore 6:00 con il programma I Segreti Della Nonna.
La raccolta pubblicitaria del canale è attualmente affidata a Discovery Media, mentre fino al 1º luglio 2018 è stata affidata a Viacom International Media Networks Pubblicità & Brand Solutions.

### Il cambio editore
Il 2 settembre 2018 è stato ufficializzato il passaggio a Discovery Italia, per effetto dell'acquisizione di Scripps da parte della società madre. Da quel giorno venne aggiunta la D del logo Discovery alla sinistra del logo di rete.
Il 29 marzo 2019 sul satellite arriva la versione di Food Network in alta definizione, visibile con tessere Sky Italia e Tivùsat, anche se senza nome. Il 1º aprile viene rinominato in Food Network HD e inserito sugli LCN 416 di Sky Italia e 53 di Tivùsat.
Dal 9 aprile Food Network è disponibile anche in streaming in HD sulla piattaforma Dplay.
Il 24 aprile 2020 la luminosa diventò monocromatica, affiancata dall’intero logo Discovery. Furono inoltre rimpicciolite le scritte in sovrimpressione, compresi i vari suffissi.
Il 1º luglio 2021 in seguito ad una riorganizzazione di alcuni canali Sky, Food Network si trasferisce all'LCN 417.
Il 7 gennaio 2022 Food Network ha aggiornato logo e veste grafica.
L'8 marzo 2022 la versione in alta definizione del canale arriva sul digitale terrestre nel mux TIMB 1, sostituendo la versione SD presente nel mux Mediaset 2 che diventa Provvisorio e senza LCN fino al 3 maggio seguente.
Il 6 giugno 2022 la luminosa ha riadottato la propria colorazione, preceduta dal logo della nuova società Warner Bros. Discovery.
Il 1º luglio 2025 a seguito del mancanto rinnovo del contratto tra Sky e Warner Bros. Discovery, Food Network cessa le proprie trasmissioni sulla piattaforma Sky.
La voce ufficiale dei promo della rete è la doppiatrice Jolanda Granato, dal 2017.

## Palinsesto
Food Network trasmette diversi programmi di reti televisive estere appartenenti al gruppo Discovery Inc., come HGTV, doppiati in italiano. Dal 2019 sono presenti, nella programmazione del canale, anche finestre informative, edite da TG Food Network, curato da LaPresse e dal 2024 da CNN Italia.

### Produzioni originali
Di seguito sono elencate le produzioni originali del canale italiano:
- Casa Baio
- Chopped Italia
- Cooker Girl - Chef in progress
- Cuochi e fiamme
- In cucina con Luca Pappagallo[7][8]
- Effetto Wow
- Fatto in casa per voi
- Mocho - This Is America
- Food Advisor
- Forchette Stellari
- Fuori menù (dalla stagione 6)
- Giusina in Cucina
- Il gusto della felicità
- Il Mio Piatto Preferito
- Il Volo dell'Aquila
- In cucina con Imma e Matteo
- Italiani a tavola
- L'Italia a Morsi con Chiara Maci
- La mia Cucina delle Emozioni
- Le ricette della signora Rita
- Le ricette del convento
- Master Challenge, sfida ai Massari[9][10]
- Ricette di un sognatore
- Sapore italiano
- Senti che fame! - Nonna pensaci tu
- Tarabaralla
- The Modern Cook - Con Csaba
- The best Beker con Fabrizio Nonis
- Uno chef in fattoria
- Una macara ai fornelli - Magie dalla Puglia
- Viaggio nel corpo umano
- Wild Food Maremma

### Prime visioni
- A tavola con Guy
- Cake Wars
- Ching: Asia a Tavola
- Chopped USA
- Cucine da rifare
- Cucine Diaboliche
- Extra Vergine
- Farm Kings
- Follow Donal...
- Food Network Star
- Food Network Star Kids
- Kids Baking Championship
- Giada Entertains
- Giada in Italy
- I Segreti Della Nonna
- Iron Chef: Il Guanto Della Sfida
- Magda: la mia cucina sexy
- Man vs Food
- Man finds food
- Man Fire Food
- Molto bene
- Paul Hollywood - City Bakes
- Pioneer Woman - Donna di Frontiera
- Restaurant Impossible
- Ristoranti Allo Sbando
- Spie al ristorante
- Summer Cooking con Csaba
- The Great Food Truck Race
- The Grill Dads
- The Kitchen

### Informazione
- TG Food Network con CNN
- Meteo

## Ascolti

### Share mensile di Food Network
Dati Auditel relativi al giorno medio mensile sul target individui 4+.
| Anno | Gen   | Feb   | Mar   | Apr   | Mag   | Giu   | Lug   | Ago   | Set   | Ott   | Nov   | Dic   | Media anno |
| ---- | ----- | ----- | ----- | ----- | ----- | ----- | ----- | ----- | ----- | ----- | ----- | ----- | ---------- |
| 2017 | -     | -     | -     | -     | NR    | NR    | NR    | NR    | NR    | 0,35% | 0,36% | 0,36% | 0,36%      |
| 2018 | 0,37% | 0,32% | 0,32% | 0,31% | 0,31% | 0,40% | 0,43% | 0,40% | 0,35% | 0,33% | 0,33% | 0,39% | 0,36%      |
| 2019 | 0,37% | 0,32% | 0,32% | 0,39% | 0,40% | 0,49% | 0,51% | 0,52% | 0,48% | 0,45% | 0,45% | 0,48% | 0,43%      |
| 2020 | 0,46% | 0,42% | 0,45% | 0,51% | 0,50% | 0,58% | 0,59% | 0,59% | 0,53% | 0,46% | 0,50% | 0,52% | 0,53%      |
| 2021 | 0,51% | 0,50% | 0,49% | 0,50% | 0,50% | 0,62% | 0,63% | 0,70% | 0,58% | 0,55% | 0,53% | 0,49% | 0,54%      |
| 2022 | 0,50% | 0,46% | 0,74% | 0,78% | 0,53% | 0,67% | 0,72% | 0,78% | 0,60% | 0,55% | 0,62% | 0,64% | 0,57%      |
| 2023 | 0,61% | 0,54% | 0,61% | 0,68% | 0,66% | 0,68% | 0,69% | 0,81% | 0,68% | 0,59% | 0,61% | 0,66% | 0,65%      |
| 2024 | 0,67% | 0,60% | 0,66% | 0,67% | 0,70% | 0,73% | 0,75% | 0,79% | 0,71% | 0,64% | 0,62% | 0,67% | 0,68%      |
| 2025 | 0,69% | 0,65% | 0,68% | 0,71% | 0,68% | 0,74% |       |       |       |       |       |       |            |